# Mistrzostwa Europy w Piłce Siatkowej Mężczyzn 2011
XXVII Mistrzostwa Europy w Piłce Siatkowej Mężczyzn 2011 – mistrzostwa Europy w piłce siatkowej mężczyzn, które organizowane były w dniach 10–18 września 2011 roku przez Austrię i Czechy. Drużyny i kibiców gościły Wiedeń, Innsbruck, Praga i Karlowe Wary. Tytułu mistrza Europy sprzed dwóch lat broniła reprezentacja Polski, ale straciła go na rzecz reprezentacji Serbii. Była to pierwsza wygrana tego zespołu.

## Wydarzenia
9 sierpnia 2009 w Dřevěnicach, Jan Hronek - wiceprezydent CEV spotkał się z prezydentem Czech Václavem Klausem. W rozmowach Václav Klaus jako były siatkarz, potwierdził swoje pełne poparcie dla idei przeprowadzenia ME 2011 w Czechach. Zadeklarował również pełną gotowość Czech do organizacji tej prestiżowej imprezy wspólnie z Austrią w 2011 roku. Prezydent złożył także zaproszenie do przeprowadzenia w październiku 2010 roku na terenie Zamku Praskigo losowania koszyków na finał ME 2011. W imieniu prezydenta CEV André Meyera, dr Hronek przedstawił oficjalne logo ME 2011.

## Organizacja Mistrzostw
Kandydaci do organizacji Mistrzostw Europy w Piłce Siatkowej Mężczyzn 2011
- Austria /  Czechy (Zwycięzcy)
- Bułgaria /  Grecja
- Dania
- Francja
- Holandia

Miasta goszczące ME 2011
 Austria
- Wiedeń
- Innsbruck

 Czechy
- Praga
- Karlowe Wary

27 września 2008 delegaci CEV zebrani w Salon de los Tapices w Madrycie po dwóch rundach głosowania ogłosili zwycięzców w konkursie na organizatora Mistrzostw Europy w Piłce Siatkowej Mężczyzn w 2011 roku. Zwyciężyła wspólna oferta Austrii i Czech. Peter Kleinmann, prezydent Austriackiej Federacji Siatkówki skomentował ten wybór: „I am still a bit nervous, I can only tell you that I am happy to have this chance and as our motto sounds we will play this Championship in the heart of Europe to bring volleyball into the heart of the people!” („Jestem wciąż lekko poddenerwowany. Mogę tylko powiedzieć, że jestem szczęśliwy, iż dano nam tę szansę. Nasze motto brzmi "Rozegramy te Mistrzostwa w sercu Europy, aby siatkówka mogła zagościć w sercach ludzi”). Antonin Lebl, prezydent Federacji Czeskiej Federacji Siatkówki dodał: „We already welcome you and guarantee we'll organize a big event” („Już jesteśmy gotowi na Wasze przyjęcie. Gwarantujemy, że będzie to duże wydarzenie”).
19 stycznia 2009 do Pragi przybył prezydent CEV André Meyer, aby na zorganizowanej z tej okazji uroczystej ceremonii, podpisać kontrakt na organizację ME 2011 przez Austrię i Czechy. Wieczorem po ceremonii zorganizowano koncert ku czci Jana Palacha z udziałem Czeskiej Narodowej Orkiestry Wojskowej oraz pianisty Francois Glorieux i śpiewaka Richarda Pachmana.

## Eliminacje i uczestnicy
Bezpośredni awans na Mistrzostwa Europy 2011 uzyskało 5 najlepszych drużyn poprzednich mistrzostw oraz gospodarze turnieju - Austria i Czechy.
Pozostałych 9 uczestników wyłoniły eliminacje.

### Drużyny uczestniczące

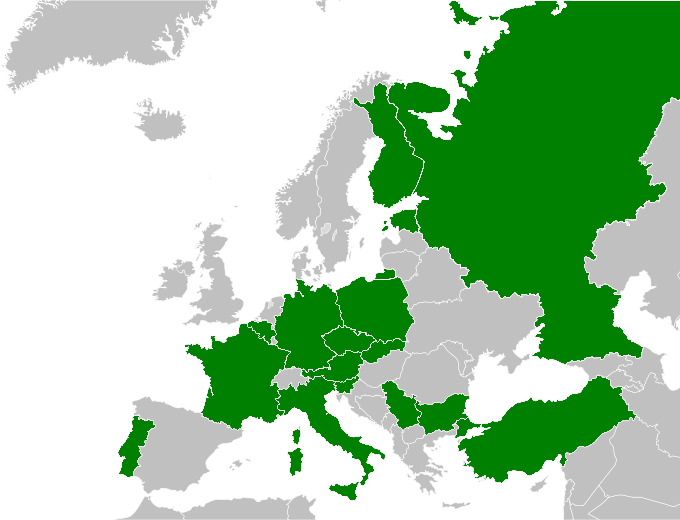
Uczestnicy Mistrzostw Europy 2011

| Drużyna    | Sposób awansu                                   | Data kwalifikacji | Liczba występów | Najlepszy wynik                      |
| ---------- | ----------------------------------------------- | ----------------- | --------------- | ------------------------------------ |
| Austria    | gospodarz                                       | 27 września 2008  | 5               | 8. miejsce (1999)                    |
| Czechy     | gospodarz                                       | 27 września 2008  | 8               | 4. miejsce (1999, 2001)              |
| Polska     | 1. miejsce w Mistrzostwach Europy 2009          | 9 września 2009   | 21              | (2009)                               |
| Francja    | 2. miejsce w Mistrzostwach Europy 2009          | 10 września 2009  | 24              | (2009, 2003, 1987, 1948)             |
| Bułgaria   | 3. miejsce w Mistrzostwach Europy 2009          | 9 września 2009   | 24              | (1951)                               |
| Rosja      | 4. miejsce w Mistrzostwach Europy 2009          | 9 września 2009   | 9               | (2007, 2005, 1999)                   |
| Serbia     | 5. miejsce w Mistrzostwach Europy 2009          | 10 września 2009  | 2               | (2007)                               |
| Słowenia   | zwycięstwo w grupie A turnieju kwalifikacyjnego | 29 maja 2010      | 3               | 9. miejsce (2001)                    |
| Finlandia  | zwycięstwo w grupie B turnieju kwalifikacyjnego | 29 maja 2010      | 12              | 4. miejsce (2007)                    |
| Słowacja   | zwycięstwo w grupie C turnieju kwalifikacyjnego | 30 maja 2010      | 5               | 8. miejsce (1997)                    |
| Niemcy     | zwycięstwo w grupie D turnieju kwalifikacyjnego | 29 maja 2010      | 12              | 4. miejsce (1991, 1993)              |
| Włochy     | zwycięstwo w grupie E turnieju kwalifikacyjnego | 30 maja 2010      | 25              | (2005, 2003, 1999, 1995, 1993, 1989) |
| Portugalia | zwycięstwo w grupie F turnieju kwalifikacyjnego | 29 maja 2010      | 2               | 4. miejsce (1948)                    |
| Belgia     | zwycięstwo w barażu turnieju kwalifikacyjnego   | 11 września 2010  | 11              | 5. miejsce (1948)                    |
| Turcja     | zwycięstwo w barażu turnieju kwalifikacyjnego   | 12 września 2010  | 7               | 11. miejsce (1963)                   |
| Estonia    | zwycięstwo w barażu turnieju kwalifikacyjnego   | 12 września 2010  | 1               | 14. miejsce (2009)                   |

## Hale sportowe
| Państwo | Miasto       | Obiekt            | Pojemność | Mecze                                                              | Obiekty |
| ------- | ------------ | ----------------- | --------- | ------------------------------------------------------------------ | ------- |
| Austria | Wiedeń       | Wiener Stadthalle | 16 000    | grupa A, baraże, ćwierćfinały, półfinały, mecz o 3. miejsce, finał |         |
| Austria | Innsbruck    | Olympiahalle      | 7 800     | grupa C                                                            |         |
| Czechy  | Karlowe Wary | KV Arena          | 6 000     | grupa B, baraże, ćwierćfinały                                      |         |
| Czechy  | Praga        | O2 Arena          | 18 000    | grupa D                                                            |         |

## System rozgrywek
W Mistrzostwach Europy 2011 uczestniczyło 16 drużyn. W fazie grupowej rywalizacja toczyła się w czterech czterozespołowych grupach (A, B, C, D). Zwycięzcy każdej grupy uzyskali bezpośredni awans do ćwierćfinałów, natomiast drużyny, które w swoich grupach zajęły miejsca 2-3, rozegrały mecze barażowe. Pozostałe zespoły sklasyfikowane zostały na miejscach 13-16.
Pary meczów barażowych stworzone były według klucza:
| PO1 |  | 2A - 3C |
| PO2 |  | 2B - 3D |
| PO3 |  | 2C - 3A |
| PO4 |  | 2D - 3B |

Zwycięzcy barażów dołączyli do ćwierćfinalistów, tworząc pary według klucza:
| QF1 |  | 1A - PO3 |
| QF2 |  | 1B - PO4 |
| QF3 |  | 1C - PO1 |
| QF4 |  | 1D - PO2 |

Przegrani barażów w klasyfikacji końcowej zajęli miejsca 9-12.
Drużyny, które wygrały swoje mecze ćwierćfinałowe, awansowały do półfinałów, gdzie zagrały w parach utworzonych według klucza:
| SF1 |  | QF2 - QF1 |
| SF2 |  | QF4 - QF3 |

Przegrani ćwierćfinałów w klasyfikacji końcowej zajęli miejsca 5-8.
Po półfinałach zostały rozegrane: mecz o 3. miejsce i finał.

## Faza grupowa
awans do ćwierćfinałów
     baraże o ćwierćfinały

### Grupa A -Wiedeń
Tabela
| Lp. | Drużyna  | Pkt | Mecze | Mecze   | Mecze   | Sety | Sety | Sety  | Małe punkty | Małe punkty | Małe punkty |
| Lp. | Drużyna  | Pkt | M     | W (3:2) | P (2:3) | wyg. | prz. | ratio | zdob.       | str.        | ratio       |
| --- | -------- | --- | ----- | ------- | ------- | ---- | ---- | ----- | ----------- | ----------- | ----------- |
| 1   | Serbia   | 9   | 3     | 3 (0)   | 0 (0)   | 9    | 1    | 9.000 | 248         | 185         | 1.341       |
| 2   | Słowenia | 5   | 3     | 2 (1)   | 1 (0)   | 7    | 5    | 1.400 | 255         | 262         | 0.973       |
| 3   | Turcja   | 4   | 3     | 1 (0)   | 2 (1)   | 5    | 6    | 0.833 | 232         | 238         | 0.975       |
| 4   | Austria  | 0   | 3     | 0 (0)   | 3 (0)   | 0    | 9    | 0.000 | 175         | 225         | 0.778       |

Źródło: cev.lu
Punktacja: 3:0 i 3:1 – 3 pkt; 3:2 – 2 pkt; 2:3 – 1 pkt; 1:3 i 0:3 – 0 pkt
Zasady ustalania kolejności: 1. liczba punktów; 2. liczba zwycięstw; 3. stosunek setów; 4. stosunek małych punktów
Wyniki
| Data  | Godzina | Drużyna 1 | Wynik | Drużyna 2 | Set 1 | Set 2 | Set 3 | Set 4 | Set 5 | Widzów | Raport |
| ----- | ------- | --------- | ----- | --------- | ----- | ----- | ----- | ----- | ----- | ------ | ------ |
| 10.09 | 15:30   | Słowenia  | 3:0   | Austria   | 25:20 | 25:21 | 25:20 |       |       | 6000   |        |
| 10.09 | 20:00   | Serbia    | 3:0   | Turcja    | 25:16 | 25:18 | 25:20 |       |       | 2000   |        |
| 11.09 | 15:30   | Słowenia  | 1:3   | Serbia    | 9:25  | 23:25 | 25:23 | 23:25 |       | 2200   |        |
| 11.09 | 20:10   | Austria   | 0:3   | Turcja    | 21:25 | 22:25 | 20:25 |       |       | 5000   |        |
| 12.09 | 15:30   | Turcja    | 2:3   | Słowenia  | 18:25 | 23:25 | 25:16 | 25:19 | 12:15 | 500    |        |
| 12.09 | 20:10   | Austria   | 0:3   | Serbia    | 16:25 | 19:25 | 16:25 |       |       | 6500   |        |

### Grupa B -Karlowe Wary
Tabela
| Lp. | Drużyna    | Pkt | Mecze | Mecze   | Mecze   | Sety | Sety | Sety  | Małe punkty | Małe punkty | Małe punkty |
| Lp. | Drużyna    | Pkt | M     | W (3:2) | P (2:3) | wyg. | prz. | ratio | zdob.       | str.        | ratio       |
| --- | ---------- | --- | ----- | ------- | ------- | ---- | ---- | ----- | ----------- | ----------- | ----------- |
| 1   | Rosja      | 9   | 3     | 3 (0)   | 0 (0)   | 9    | 1    | 9.000 | 248         | 179         | 1.385       |
| 2   | Czechy     | 5   | 3     | 2 (1)   | 1 (0)   | 6    | 5    | 1.200 | 232         | 228         | 1.018       |
| 3   | Estonia    | 3   | 3     | 1 (0)   | 2 (0)   | 3    | 6    | 0.500 | 182         | 212         | 0.858       |
| 4   | Portugalia | 1   | 3     | 0 (0)   | 3 (1)   | 3    | 9    | 0.333 | 236         | 279         | 0.846       |

Źródło: cev.lu
Punktacja: 3:0 i 3:1 – 3 pkt; 3:2 – 2 pkt; 2:3 – 1 pkt; 1:3 i 0:3 – 0 pkt
Zasady ustalania kolejności: 1. liczba punktów; 2. liczba zwycięstw; 3. stosunek setów; 4. stosunek małych punktów
Wyniki
| Data  | Godzina | Drużyna 1  | Wynik | Drużyna 2  | Set 1 | Set 2 | Set 3 | Set 4 | Set 5 | Widzów | Raport |
| ----- | ------- | ---------- | ----- | ---------- | ----- | ----- | ----- | ----- | ----- | ------ | ------ |
| 10.09 | 15:00   | Rosja      | 3:0   | Estonia    | 25:17 | 25:19 | 25:17 |       |       | 4300   |        |
| 10.09 | 18:00   | Portugalia | 2:3   | Czechy     | 20:25 | 25:20 | 25:21 | 16:25 | 13:15 | 5200   |        |
| 11.09 | 15:00   | Portugalia | 1:3   | Rosja      | 15:25 | 25:23 | 22:25 | 13:25 |       | 3600   |        |
| 11.09 | 18:00   | Czechy     | 3:0   | Estonia    | 25:20 | 25:14 | 25:20 |       |       | 4500   |        |
| 12.09 | 15:00   | Estonia    | 3:0   | Portugalia | 25:23 | 25:17 | 25:22 |       |       | 2300   |        |
| 12.09 | 18:00   | Czechy     | 0:3   | Rosja      | 19:25 | 14:25 | 18:25 |       |       | 6000   |        |

### Grupa C -Innsbruck
Tabela
| Lp. | Drużyna   | Pkt | Mecze | Mecze   | Mecze   | Sety | Sety | Sety  | Małe punkty | Małe punkty | Małe punkty |
| Lp. | Drużyna   | Pkt | M     | W (3:2) | P (2:3) | wyg. | prz. | ratio | zdob.       | str.        | ratio       |
| --- | --------- | --- | ----- | ------- | ------- | ---- | ---- | ----- | ----------- | ----------- | ----------- |
| 1   | Włochy    | 7   | 3     | 2 (0)   | 1 (1)   | 8    | 4    | 2.000 | 280         | 267         | 1.049       |
| 2   | Francja   | 5   | 3     | 2 (1)   | 1 (0)   | 7    | 6    | 1.167 | 323         | 312         | 1.035       |
| 3   | Finlandia | 3   | 3     | 1 (0)   | 2 (0)   | 4    | 6    | 0.667 | 238         | 243         | 0.979       |
| 4   | Belgia    | 3   | 3     | 1 (0)   | 2 (0)   | 4    | 7    | 0.571 | 266         | 285         | 0.933       |

Źródło: cev.lu
Punktacja: 3:0 i 3:1 – 3 pkt; 3:2 – 2 pkt; 2:3 – 1 pkt; 1:3 i 0:3 – 0 pkt
Zasady ustalania kolejności: 1. liczba punktów; 2. liczba zwycięstw; 3. stosunek setów; 4. stosunek małych punktów
Wyniki
| Data  | Godzina | Drużyna 1 | Wynik | Drużyna 2 | Set 1 | Set 2 | Set 3 | Set 4 | Set 5 | Widzów | Raport |
| ----- | ------- | --------- | ----- | --------- | ----- | ----- | ----- | ----- | ----- | ------ | ------ |
| 10.09 | 15:00   | Francja   | 3:1   | Finlandia | 25:14 | 17:25 | 31:29 | 28:26 |       | 1200   |        |
| 10.09 | 18:00   | Belgia    | 1:3   | Włochy    | 25:22 | 18:25 | 27:29 | 15:25 |       | 1400   |        |
| 11.09 | 15:00   | Belgia    | 3:1   | Francja   | 31:29 | 34:36 | 25:20 | 26:24 |       | 1000   |        |
| 11.09 | 18:00   | Włochy    | 3:0   | Finlandia | 25:23 | 27:25 | 25:21 |       |       | 1300   |        |
| 12.09 | 16:00   | Finlandia | 3:0   | Belgia    | 25:21 | 25:22 | 25:22 |       |       | 1600   |        |
| 12.09 | 19:00   | Włochy    | 2:3   | Francja   | 28:26 | 25:22 | 17:25 | 21:25 | 11:15 | 1600   |        |

### Grupa D -Praga
Tabela
| Lp. | Drużyna  | Pkt | Mecze | Mecze   | Mecze   | Sety | Sety | Sety  | Małe punkty | Małe punkty | Małe punkty |
| Lp. | Drużyna  | Pkt | M     | W (3:2) | P (2:3) | wyg. | prz. | ratio | zdob.       | str.        | ratio       |
| --- | -------- | --- | ----- | ------- | ------- | ---- | ---- | ----- | ----------- | ----------- | ----------- |
| 1   | Słowacja | 8   | 3     | 3 (1)   | 0 (0)   | 9    | 4    | 2.250 | 313         | 300         | 1.043       |
| 2   | Bułgaria | 7   | 3     | 2 (0)   | 1 (1)   | 8    | 5    | 1.600 | 310         | 295         | 1.051       |
| 3   | Polska   | 3   | 3     | 1 (0)   | 2 (0)   | 5    | 7    | 0.714 | 276         | 278         | 0.993       |
| 4   | Niemcy   | 0   | 3     | 0 (0)   | 3 (0)   | 3    | 9    | 0.333 | 274         | 300         | 0.913       |

Źródło: cev.lu
Punktacja: 3:0 i 3:1 – 3 pkt; 3:2 – 2 pkt; 2:3 – 1 pkt; 1:3 i 0:3 – 0 pkt
Zasady ustalania kolejności: 1. liczba punktów; 2. liczba zwycięstw; 3. stosunek setów; 4. stosunek małych punktów
Wyniki
| Data  | Godzina | Drużyna 1 | Wynik | Drużyna 2 | Set 1 | Set 2 | Set 3 | Set 4 | Set 5 | Widzów | Raport |
| ----- | ------- | --------- | ----- | --------- | ----- | ----- | ----- | ----- | ----- | ------ | ------ |
| 10.09 | 15:00   | Słowacja  | 3:2   | Bułgaria  | 26:24 | 27:25 | 24:26 | 19:25 | 17:15 | 4000   |        |
| 10.09 | 18:00   | Niemcy    | 1:3   | Polska    | 19:25 | 20:25 | 25:22 | 22:25 |       | 8000   |        |
| 11.09 | 15:00   | Niemcy    | 1:3   | Słowacja  | 23:25 | 26:24 | 24:26 | 25:27 |       | 3900   |        |
| 11.09 | 18:00   | Polska    | 1:3   | Bułgaria  | 25:19 | 22:25 | 22:25 | 23:25 |       | 9250   |        |
| 12.09 | 15:00   | Bułgaria  | 3:1   | Niemcy    | 25:16 | 25:27 | 26:24 | 25:23 |       | 3150   |        |
| 12.09 | 18:00   | Polska    | 1:3   | Słowacja  | 25:23 | 21:25 | 18:25 | 23:25 |       | 5200   |        |

## Faza finałowa
|  |           |           |           |           |   |              |              |                   |                   |                   |           |           |           |  |  |       |       |       |
|  | Baraże    | Baraże    | Baraże    |           |   | Ćwierćfinały | Ćwierćfinały | Ćwierćfinały      |                   |                   | Półfinały | Półfinały | Półfinały |  |  | Finał | Finał | Finał |
|  | Baraże    | Baraże    | Baraże    |           |   | Ćwierćfinały | Ćwierćfinały | Ćwierćfinały      |                   |                   | Półfinały | Półfinały | Półfinały |  |  | Finał | Finał | Finał |
|  |           |           |           |           |   |              |              |                   |                   |                   |           |           |           |  |  |       |       |       |
|  |           |           |           |           |   |              |              |                   |                   |                   |           |           |           |  |  |       |       |       |
|  | Serbia    |           |           |           |   |              |              |                   |                   |                   |           |           |           |  |  |       |       |       |
|  |           |           |           |           |   |              |              |                   |                   |                   |           |           |           |  |  |       |       |       |
|  |           |           |           |           |   |              |              |                   |                   |                   |           |           |           |  |  |       |       |       |
|  |           |           | Serbia    | Serbia    | 3 |              |              |                   |                   |                   |           |           |           |  |  |       |       |       |
|  |           |           |           | Serbia    | 3 |              |              |                   |                   |                   |           |           |           |  |  |       |       |       |
|  |           |           | Francja   | Francja   | 1 |              |              |                   |                   |                   |           |           |           |  |  |       |       |       |
|  | Francja   | Francja   | Francja   | Francja   | 1 | 3            |              |                   |                   |                   |           |           |           |  |  |       |       |       |
|  | Francja   | Francja   |           |           |   |              |              |                   |                   |                   |           |           |           |  |  |       |       |       |
|  | Turcja    | Turcja    | 1         |           |   |              |              |                   |                   |                   |           |           |           |  |  |       |       |       |
|  | Turcja    | Turcja    | 1         |           |   | Serbia       | Serbia       | 3                 |                   |                   |           |           |           |  |  |       |       |       |
|  |           |           |           |           |   |              |              |                   |                   |                   |           |           |           |  |  |       |       |       |
|  |           |           | Rosja     | Rosja     | 2 |              |              |                   |                   |                   |           |           |           |  |  |       |       |       |
|  | Rosja     |           | Rosja     | Rosja     | 2 |              |              |                   |                   |                   |           |           |           |  |  |       |       |       |
|  |           |           |           |           |   |              |              |                   |                   |                   |           |           |           |  |  |       |       |       |
|  |           |           |           |           |   |              |              |                   |                   |                   |           |           |           |  |  |       |       |       |
|  |           |           | Rosja     | Rosja     | 3 |              |              |                   |                   |                   |           |           |           |  |  |       |       |       |
|  |           |           |           | Rosja     | 3 |              |              |                   |                   |                   |           |           |           |  |  |       |       |       |
|  |           |           | Bułgaria  | Bułgaria  | 1 |              |              |                   |                   |                   |           |           |           |  |  |       |       |       |
|  | Bułgaria  | Bułgaria  | Bułgaria  | Bułgaria  | 1 | 3            |              |                   |                   |                   |           |           |           |  |  |       |       |       |
|  | Bułgaria  | Bułgaria  |           |           |   |              |              |                   |                   |                   |           |           |           |  |  |       |       |       |
|  | Estonia   | Estonia   | 0         |           |   |              |              |                   |                   |                   |           |           |           |  |  |       |       |       |
|  | Estonia   | Estonia   | 0         |           |   | Włochy       | Włochy       | 1                 |                   |                   |           |           |           |  |  |       |       |       |
|  |           |           |           |           |   |              |              |                   |                   |                   |           |           |           |  |  |       |       |       |
|  |           |           | Serbia    | Serbia    | 3 |              |              |                   |                   |                   |           |           |           |  |  |       |       |       |
|  | Włochy    |           | Serbia    | Serbia    | 3 |              |              |                   |                   |                   |           |           |           |  |  |       |       |       |
|  |           |           |           |           |   |              |              |                   |                   |                   |           |           |           |  |  |       |       |       |
|  |           |           |           |           |   |              |              |                   |                   |                   |           |           |           |  |  |       |       |       |
|  |           |           | Włochy    | Włochy    | 3 |              |              |                   |                   |                   |           |           |           |  |  |       |       |       |
|  |           |           |           | Włochy    | 3 |              |              |                   |                   |                   |           |           |           |  |  |       |       |       |
|  |           |           | Finlandia | Finlandia | 1 |              |              |                   |                   |                   |           |           |           |  |  |       |       |       |
|  | Słowenia  | Słowenia  | Finlandia | Finlandia | 1 | 2            |              |                   |                   |                   |           |           |           |  |  |       |       |       |
|  | Słowenia  | Słowenia  |           |           |   |              |              |                   |                   |                   |           |           |           |  |  |       |       |       |
|  | Finlandia | Finlandia | 3         |           |   |              |              |                   |                   |                   |           |           |           |  |  |       |       |       |
|  | Finlandia | Finlandia | 3         |           |   | Włochy       | Włochy       | 3                 |                   |                   |           |           |           |  |  |       |       |       |
|  |           |           |           |           |   |              |              |                   |                   |                   |           |           |           |  |  |       |       |       |
|  |           |           | Polska    | Polska    | 0 |              |              | Mecz o 3. miejsce | Mecz o 3. miejsce | Mecz o 3. miejsce |           |           |           |  |  |       |       |       |
|  | Słowacja  |           | Polska    | Polska    | 0 |              |              | Mecz o 3. miejsce | Mecz o 3. miejsce | Mecz o 3. miejsce |           |           |           |  |  |       |       |       |
|  |           |           |           |           |   |              |              |                   |                   |                   |           |           |           |  |  |       |       |       |
|  |           |           |           |           |   |              |              |                   |                   |                   |           |           |           |  |  |       |       |       |
|  |           |           | Słowacja  | Słowacja  | 0 | Polska       | Polska       | 3                 |                   |                   |           |           |           |  |  |       |       |       |
|  |           |           |           | Słowacja  | 0 | Polska       | Polska       | 3                 |                   |                   |           |           |           |  |  |       |       |       |
|  |           |           | Polska    | Polska    | 3 |              |              | Rosja             | Rosja             | 1                 |           |           |           |  |  |       |       |       |
|  | Czechy    | Czechy    | Polska    | Polska    | 3 | 1            |              | Rosja             | Rosja             | 1                 |           |           |           |  |  |       |       |       |
|  | Czechy    | Czechy    |           |           |   |              |              |                   |                   |                   |           |           |           |  |  |       |       |       |
|  | Polska    | Polska    | 3         |           |   |              |              |                   |                   |                   |           |           |           |  |  |       |       |       |
|  | Polska    | Polska    | 3         |           |   |              |              |                   |                   |                   |           |           |           |  |  |       |       |       |

### Baraże
| Data  | Godzina | Miejsce      | Drużyna 1 | Wynik | Drużyna 2 | Set 1 | Set 2 | Set 3 | Set 4 | Set 5 | Widzów | Raport |
| ----- | ------- | ------------ | --------- | ----- | --------- | ----- | ----- | ----- | ----- | ----- | ------ | ------ |
| 14.09 | 15:30   | Wiedeń       | Francja   | 3:1   | Turcja    | 25:19 | 25:23 | 19:25 | 25:21 |       | 700    |        |
| 14.09 | 20:10   | Wiedeń       | Słowenia  | 2:3   | Finlandia | 18:25 | 25:21 | 23:25 | 25:18 | 12:15 | 1750   |        |
| 14.09 | 15:00   | Karlowe Wary | Bułgaria  | 3:0   | Estonia   | 25:20 | 25:23 | 25:22 |       |       | 1950   |        |
| 14.09 | 18:00   | Karlowe Wary | Czechy    | 1:3   | Polska    | 23:25 | 25:22 | 29:31 | 18:25 |       | 4200   |        |

### Ćwierćfinały
| Data  | Godzina | Miejsce      | Drużyna 1 | Wynik | Drużyna 2 | Set 1 | Set 2 | Set 3 | Set 4 | Set 5 | Widzów | Raport |
| ----- | ------- | ------------ | --------- | ----- | --------- | ----- | ----- | ----- | ----- | ----- | ------ | ------ |
| 15.09 | 15:00   | Karlowe Wary | Słowacja  | 0:3   | Polska    | 23:25 | 17:25 | 19:25 |       |       | 1482   |        |
| 15.09 | 16:00   | Wiedeń       | Włochy    | 3:1   | Finlandia | 25:18 | 25:20 | 29:31 | 25:21 |       | 1500   |        |
| 15.09 | 18:00   | Karlowe Wary | Rosja     | 3:1   | Bułgaria  | 22:25 | 25:19 | 25:18 | 25:19 |       | 4200   |        |
| 15.09 | 19:00   | Wiedeń       | Serbia    | 3:1   | Francja   | 32:30 | 25:20 | 23:25 | 26:24 |       | 2600   |        |

### Półfinały
| Data  | Godzina | Miejsce | Drużyna 1 | Wynik | Drużyna 2 | Set 1 | Set 2 | Set 3 | Set 4 | Set 5 | Widzów | Raport |
| ----- | ------- | ------- | --------- | ----- | --------- | ----- | ----- | ----- | ----- | ----- | ------ | ------ |
| 17.09 | 15:00   | Wiedeń  | Polska    | 0:3   | Włochy    | 22:25 | 21:25 | 20:25 |       |       | 6200   |        |
| 17.09 | 18:00   | Wiedeń  | Rosja     | 2:3   | Serbia    | 23:25 | 25:17 | 25:22 | 31:33 | 13:15 | 7600   |        |

### Mecz o 3. miejsce
| Data  | Godzina | Miejsce | Drużyna 1 | Wynik | Drużyna 2 | Set 1 | Set 2 | Set 3 | Set 4 | Set 5 | Widzów | Raport |
| ----- | ------- | ------- | --------- | ----- | --------- | ----- | ----- | ----- | ----- | ----- | ------ | ------ |
| 18.09 | 15:00   | Wiedeń  | Polska    | 3:1   | Rosja     | 25:23 | 18:25 | 25:21 | 25:19 |       | 7000   |        |

### Finał
| Data  | Godzina | Miejsce | Drużyna 1 | Wynik | Drużyna 2 | Set 1 | Set 2 | Set 3 | Set 4 | Set 5 | Widzów | Raport |
| ----- | ------- | ------- | --------- | ----- | --------- | ----- | ----- | ----- | ----- | ----- | ------ | ------ |
| 18.09 | 18:00   | Wiedeń  | Włochy    | 1:3   | Serbia    | 25:17 | 20:25 | 23:25 | 24:26 |       | 9750   |        |

## Nagrody indywidualne
| MVP            | Najlepszy punktujący | Najlepszy blokujący | Najlepszy atakujący | Najlepszy przyjmujący | Najlepszy zagrywający | Najlepszy rozgrywający | Najlepszy libero |
| -------------- | -------------------- | ------------------- | ------------------- | --------------------- | --------------------- | ---------------------- | ---------------- |
| Ivan Miljković | Maksim Michajłow     | Marko Podraščanin   | Maksim Michajłow    | Nikola Kovačević      | Bartosz Kurek         | Dragan Travica         | Andrea Bari      |

## Klasyfikacja końcowa
| Miejsce | Reprezentacja |
| ------- | ------------- |
| złoto   | Serbia        |
| srebro  | Włochy        |
| brąz    | Polska        |
| 4.      | Rosja         |
| 5.      | Słowacja      |
| 6.      | Bułgaria      |
| 7.      | Francja       |
| 8.      | Finlandia     |
| 9.      | Słowenia      |
| 10.     | Czechy        |
| 11.     | Turcja        |
| 12.     | Estonia       |
| 13.     | Belgia        |
| 14.     | Portugalia    |
| 15.     | Niemcy        |
| 16.     | Austria       |